# Eduardo Epszteyn
Eduardo Ezequiel Epszteyn (Buenos Aires, 22 de septiembre de 1955) es un político, economista y docente argentino. Fue Auditor General de la Ciudad Autónoma de Buenos Aires, legislador porteño, secretario de Medio Ambiente y Planeamiento Urbano y Secretario de Producción, Turismo y Desarrollo Sustentable.

## Biografía
Eduardo Epszteyn nació en la Ciudad de Buenos Aires el 22 de septiembre de 1955. Su infancia transcurrió en el barrio de Palermo, en el seno de una familia de inmigrantes, en la cual la cultura del trabajo, el amor por el arte y la pasión por la política marcaron su crianza.
Su abuelo -un famoso fotógrafo ruso- y el poeta Raúl González Tuñón – padre de uno de sus grandes amigos-, fueron dos fuertes referentes en su vida. Ellos, además de enseñarle los secretos del ajedrez, le dejaron como herencia el interés por la literatura y la poesía.
Tanto él, como sus dos hermanos menores, se formaron en la escuela pública. La Primaria en el Colegio “República de Cuba”, y posteriormente la secundaria, en el Nacional N.º 4 “Nicolás Avellaneda” (del cual egresó con el título de Bachiller Especializado de Ciencias Físico - Matemáticas en el año 1972).

## Vida política
Su vida política comenzó desde muy temprana edad. Su padre (Químico de profesión) había sido en su juventud dirigente del Reformismo en la Facultad de Ciencias Exactas. Evidentemente, esa influencia no pasó inadvertida y ya desde su secundaria comenzó su camino en la militancia política.
La Juventud Peronista (JP)- creada por Gustavo Rearte en 1955 con el objetivo de colaborar con la resistencia obrera frente a la dictadura militar- toma nuevo y fuerte protagonismo durante el comienzo de la década del setenta. En medio del desplazamiento del General Juan Carlos Onganía y los conflictos y los levantamientos populares, surgen fusiones dentro del sector juvenil del peronismo. Junto a Cristian Caretti, fundó la Unión de Estudiantes Secundarios( UES ) comenzando un compromiso activo en la JP que nunca se detuvo, ni siquiera en los momentos más trágicos de nuestra historia.

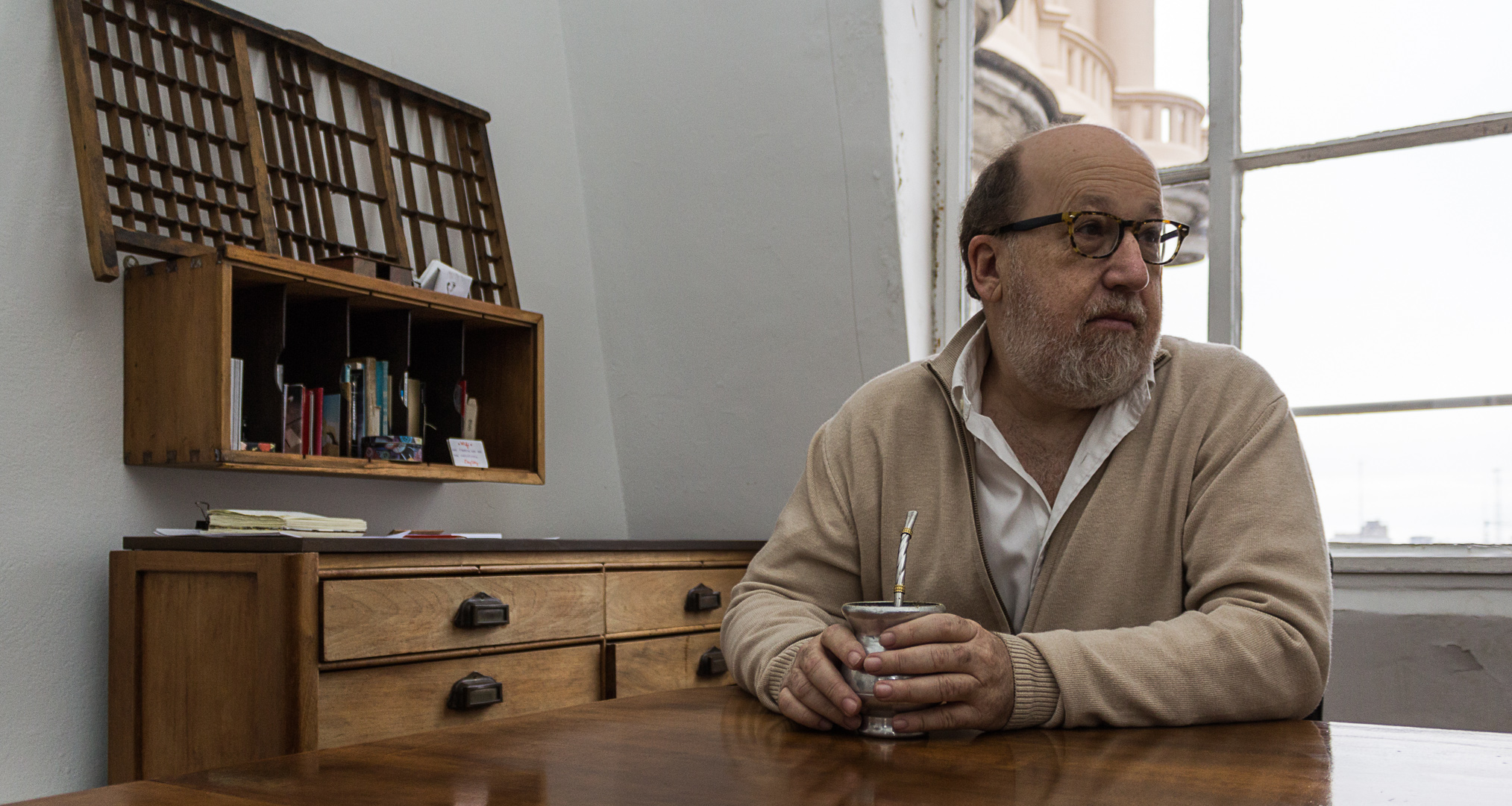
Eduardo Epszteyn

### El exilio
En el mes de marzo de 1977 es obligado a abandonar el país y a exiliarse en España. Una vez instalado en Madrid, comienza a trabajar vendiendo artesanías y retoma sus estudios universitarios.
Junto con Roberto “El Pato” Zucker y Susana Viau, entre otros compañeros, compartían sus puestos en la Feria del Rastro y la militancia política desde el exterior. Con ellos integró el “Movimiento Peronista en el exilio”, organización de la cual también formaron parte Rafael Bielsa, Patricia Bullrich y Jorge “El Topo” Devoto.
En 1981 obtuvo el título de Licenciado en Ciencias Económicas y dos años después finalizó el máster en Economía Cuantitativa en la Universidad Complutense de Madrid. El camino de la docencia comienza a forjarse por aquellos años y es justamente en esa misma casa de estudios donde da sus primeras clases como profesor del Departamento de Estadística Empresarial. En 1982, se trasladó al Centro Universitario de Toledo, donde ejerció la docencia hasta que, luego del retorno de la democracia, en 1983, pudo regresar a la Argentina.
En Buenos Aires, se hace cargo de la Ayudantía en la Cátedra de Estadística de la Facultad de Ciencias Sociales (UBA). Simultáneamente, comienza a perfeccionarse en áreas destinadas a la preservación del Medio Ambiente, servicios de saneamientos y obras hidráulicas -realizando posgrados y elaborando destacados trabajos de investigación. En su paso como docente, también se distinguió en sedes académicas como en la Facultad Latinoamericana de Ciencias Sociales (FLACSO) y en la Universidad del Comahue de la provincia de Neuquén.

## Función pública
Si bien, la solidez de su formación provocó que tuviera importantes propuestas laborales en el ámbito privado, su compromiso social lo llevó aceptar la función pública para desarrollar sus conocimientos. Fue analista en el Instituto Nacional de Estadística y censo (INDEC), asesor en el Consejo Rector de la Escuela Nacional de Gobierno (INAP), Vicepresidente del Ente Tripartito de Obras y Servicios Sanitarios (ETOSS) y ejerció ad-honorem la Dirección Ejecutiva del Comité Ejecutor del Plan de Gestión Ambiental y Manejo de la Cuenca Hídrica Matanza – Riachuelo.

### Medio ambiente y planeamiento urbano
En mayo del 2002 – en plena época de crisis en Argentina- asume la secretaria de Medio Ambiente y Planeamiento Urbano, clave dentro de la estructura de Gobierno de la Ciudad de Buenos Aires. Durante su gestión, entre otras importantes medidas, promulgó la Ley Basura Cero (n.º 1854) que significó una revolución con respecto al control de generación y tratamiento de los residuos sólidos urbanos-. En el año 2003 incorporó a los cartoneros, como recuperadores de residuos, al sistema de recolección (Ley n.º 992) y llevó adelante por primera vez la licitación pública del contrato de recolección de residuos, otorgando transparencia y control a una contratación históricamente cuestionada por prácticas de corrupción.
En el área de Planeamiento Urbano y Espacio Público, llevó adelante obras de gran envergadura en las plazas y parques de la Ciudad. La reconstrucción del anfiteatro Eva Perón en el Parque Centenario, es un claro ejemplo de este trabajo.

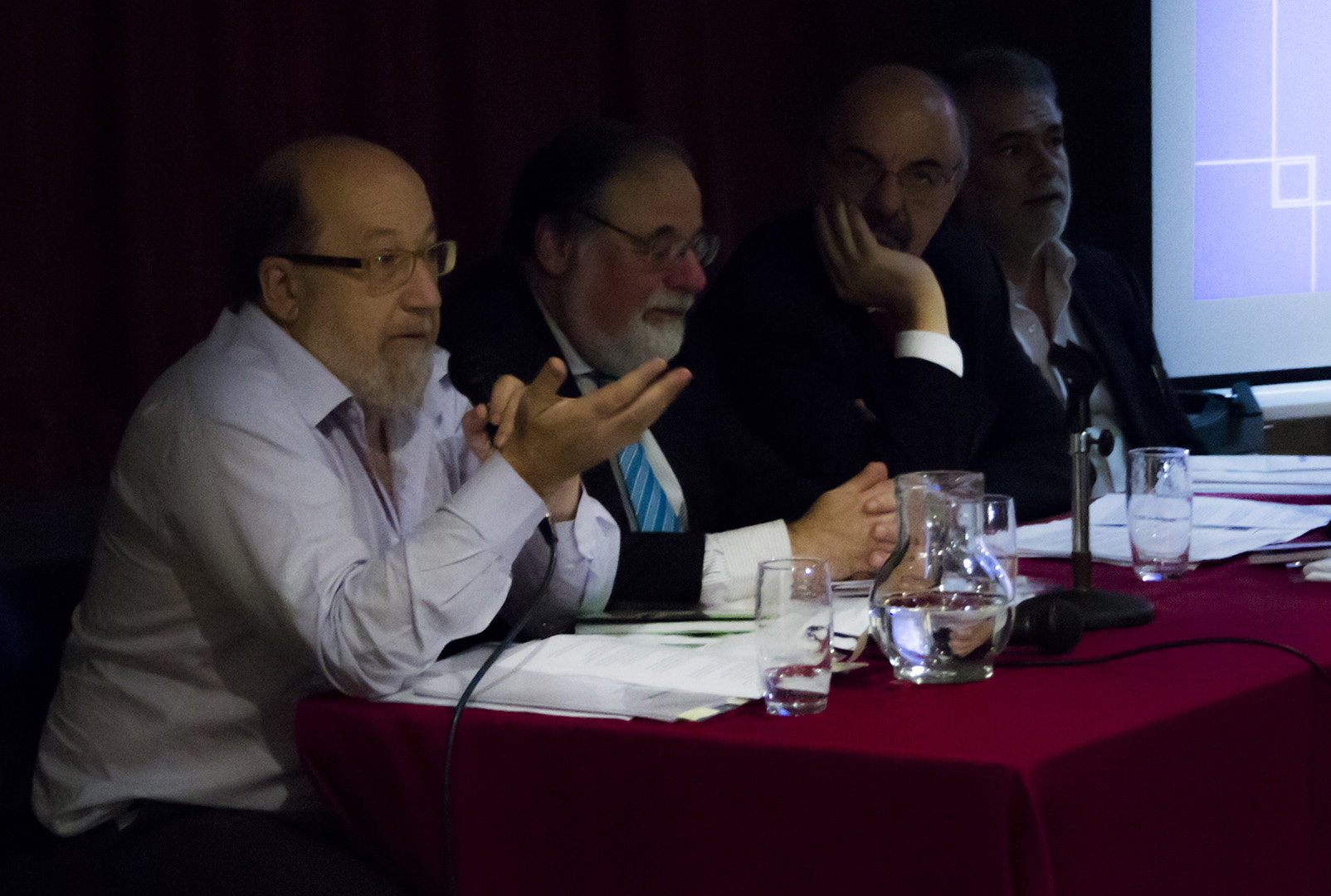
Eduardo Epszteyn

### Producción, Turismo y Desarrollo Sustentable del GCBA
A comienzos de 2004, es designado como Secretario de esta cartera. Su paso se caracterizó por aportar un perfil productivo a la gestión en la cual impulsó programas destinados a crear fuentes de trabajo para jóvenes y centros de capacitación complementarios. Apoyó el desarrollo de pequeñas Pymes y fomentó el otorgamiento de subsidios, a través de concursos, para empresas que quisieran llevar adelante proyectos destinados a proteger el Medio Ambiente y al ahorro de energía. Durante su gestión se presentó el Plan de Marketing Turístico de la Ciudad en el marco del fortalecimiento de las políticas destinadas a consolidar el crecimiento en este rubro mostrando la diversidad de oferta que presenta Buenos Aires como una de las capitales culturales más importantes de Latinoamérica. En el año 2006, y luego de la destitución política del exjefe de gobierno Aníbal Ibarra, Epszteyn renunció al Poder Ejecutivo de la Ciudad.

### Legislador porteño
En las elecciones del 2007, Eduardo Epszteyn fue elegido por el voto popular legislador de la Ciudad Autónoma de Buenos Aires. Durante sus cuatro años de mandato, fue presidente del bloque Diálogo por Buenos Aires. Su despacho se caracterizó por ser un espacio en el cual los vecinos tenían las puertas abiertas para ser escuchados y defendidos.
Fue autor de la ley n.º 3447 que limitó la altura de las construcciones en el barrio de Villa Pueyrredón acompañando a los vecinos en las reiteradas denuncias contra el “lobby inmobiliario” y el accionar corrupto de las constructoras. Sobre la misma problemática, también trabajó y presentó proyectos de ley para proteger los barrios de Villa Urquiza, Villa Santa Rita, Palermo y Caballito.

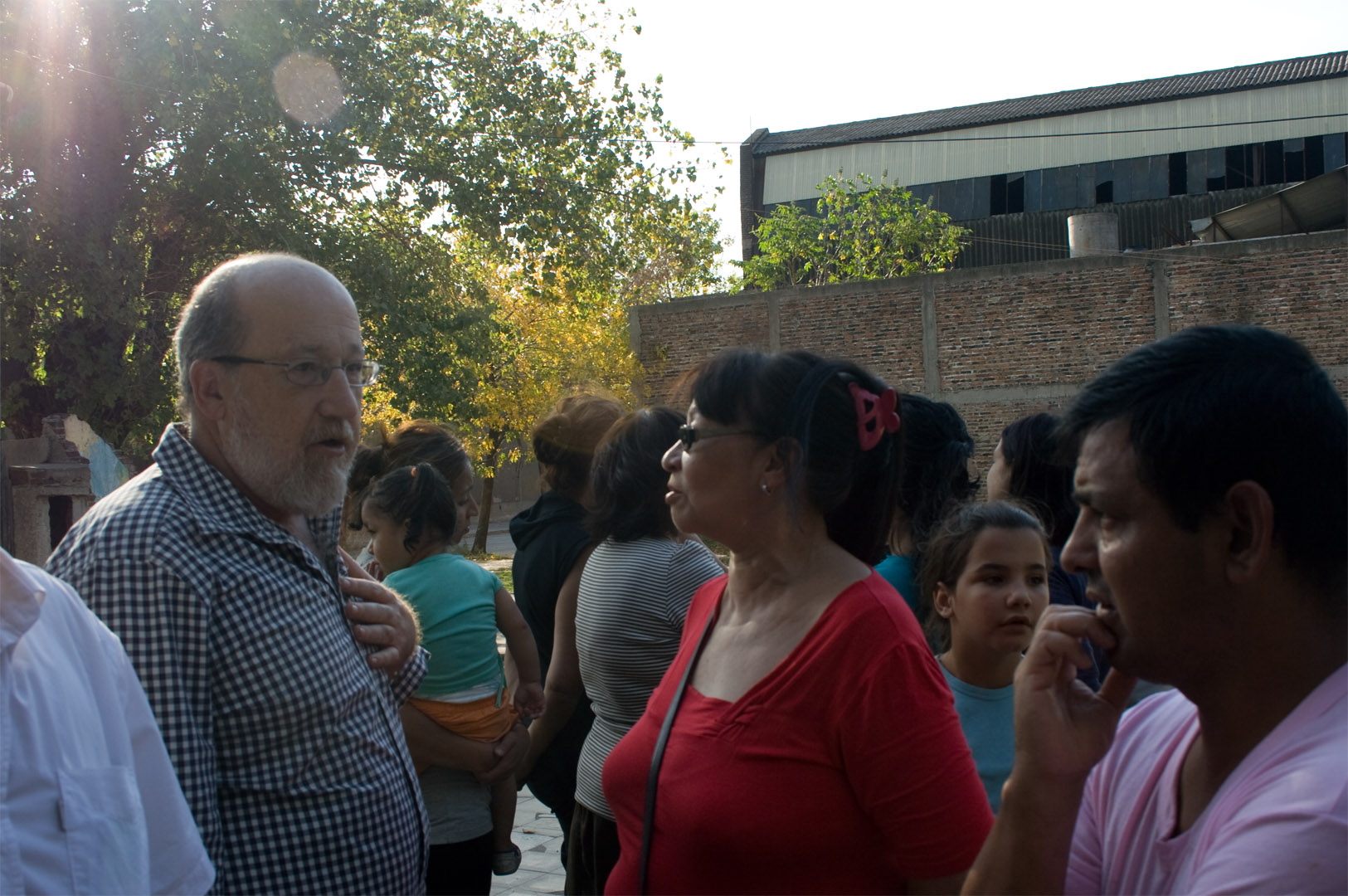
Eduardo Epszteyn charlando con vecinos

Como Legislador, logró que el Gobierno Porteño ejerciera un verdadero control sobre nuevas construcciones en la ciudad y logró que se aprobara una modificación de la Ley 3562 que obliga al Poder Ejecutivo a inspeccionar las obras desde que comienzan los trabajos y a crear un registro de cada una de las obras para que todos los vecinos puedan ver los expedientes por Internet.
Desde la Legislatura, también trabajó en leyes para preservar el patrimonio arquitectónico de la Ciudad - como la expropiación de la Confitería del Molino y la Ley de transferencia de capacidad Constructiva-.
Fue autor del proyecto para la estatización de la línea H y uno de los tres legisladores que impulsó la iniciativa para que el Club San Lorenzo pudiera recuperar su estadio en el barrio de Boedo.
Antes de su aprobación en el Congreso Nacional, presentó en la Ciudad un proyecto para el acceso gratuito a tratamientos de fertilización asistida.
Como miembro de la Comisión de Presupuesto, elaboró una gran cantidad de pedidos de informes para poder controlar las partidas presupuestarias y denunció todas las licitaciones o “compras directas” que no cumplieran con los pasos que exigen las normas.

### Auditor de la Ciudad
Elegido por el cuerpo de Legisladores, una vez finalizado su mandato como diputado asume el cargo de Auditor General de la Ciudad. Desde ese organismo, se controla la gestión del Poder Ejecutivo en las distintas áreas de Gobierno. Las cuentas de inversión, el endeudamiento, las obras públicas, el transporte, la salud y la educación en la Ciudad están bajo su lupa desde diciembre de 2011. Durante estos primeros años de trabajo, a partir de diversas denuncias, ya se han presentado informes (avalados por el organismo colegiado ) en los cuales se demuestra: la falta de inversión en obras hidráulicas, el mal estado en el que se encuentran los hospitales públicos y la desprolija ejecución del presupuesto de la Ciudad.

### Cargos públicos

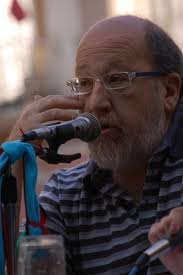
Eduardo Epszteyn

- Asesor del Consejo Rector de la Escuela Nacional de Gobierno I.N.A.P. 1995-1996.
- Secretario de la Fundación Centro de Estudios Programáticos.
- Director del E.T.O.S.S. en representación de la Ciudad Autónoma de Buenos Aires. 1997 - abril de 1999.
- Vicepresidente del E.T.O.S.S. mayo de 1999 - mayo de 2002.
- Director Ejecutivo del Comité Ejecutor del Plan de Gestión Ambiental y Manejo de la Cuenca Hídrica Matanza - Riachuelo, marzo de 2000 - marzo de 2002. Ad honorem.
- Secretario de la Secretaría de Medio Ambiente y Planeamiento Urbano del Gobierno de la Ciudad Autónoma de Buenos Aires, mayo de 2002 - diciembre de 2003.
- Secretario de la Secretaría de Producción, Turismo y Desarrollo Sustentable del Gobierno de la Ciudad Autónoma de Buenos Aires, diciembre de 2003 - marzo de 2006.
- Asesor de Presidencia del CEAMSE, julio de 2006 - enero de 2007.
- Legislador Porteño, diciembre de 2007 – diciembre de 2011.
- Auditor General de la Ciudad Autónoma de Buenos Aires, diciembre de 2011 – diciembre de 2015.

## Formación Académica

### Educación
- Licenciado en Ciencias Económicas. (Egresado de la Universidad Complutense de Madrid - 1981)
- Máster en Economía Cuantitativa. (Universidad Complutense de Madrid - 1983)

### Cursos de Posgrado
- Metodología de la Ciencia Económica, Instituto Nacional de Estadística de España.(Madrid, 1983)
- Economía del Medio Ambiente. (Universidad Autónoma de Barcelona - 1986).
- Normativas de Medio Ambiente en la comunidad Económico-europea. (Bruselas - 1987)
- Economic, Technical Aspect, and Tools of public Uttility Regulation. (Michigan State University, Estados Unidos, 1997)

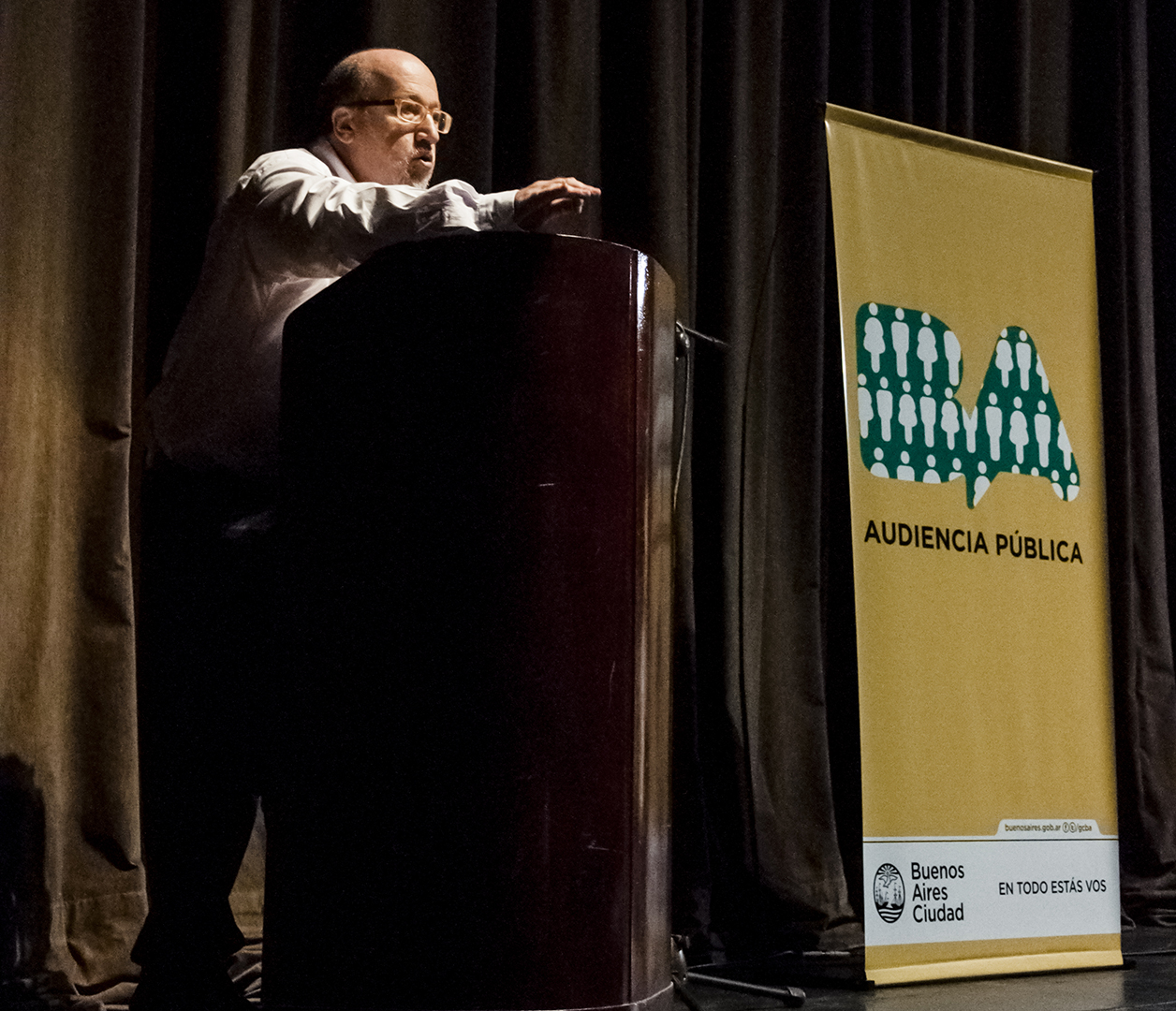
Eduardo Epszteyn

### Congresos y Seminarios
- Congreso de Saneamiento y Medio Ambiente, AIDIS. (Mendoza, Argentina 1998)
- Regulación y Política de Competencias de Argentina y Reino Unido, UADE/FADE. (Buenos Aires, 1997)
- Inundaciones en la Ciudad Autónoma de Buenos Aires, Secretaría de obras y servicios públicos. (Buenos Aires - 2000)
- Seminario Internacional sobre la transformación de las Empresas Prestadoras de Servicios de Saneamiento.(Buenos Aires - 2000)
- Primer Taller Internacional Sobre la Regulación de agua potable y saneamiento. (Buenos Aires - 2000)
- Seminario Medioambiental, barros de plantas de tratamiento de efluentes cloacales y desechos urbanos. (Buenos Aires - 2001)
- Seminario de Indicadores de Gestión para la Competencia por comparación de Empresas de agua. (Valencia - 2001)
- Taller de Gestión en Medio Ambiente. (Sevilla - 2001)

### Trabajos de Investigación
- Proyecto de Investigación sobre Pobreza en la Argentina: Aspectos Metodológicos I.P.A. - 1985
- La función de consumo a partir del Presupuesto Familiar I.P.A. 1988.
- La Pobreza en Añatuya - I.P.A. - 1988.
- Consejería de Medio Ambiente. Comunidad de Madrid. Consultor externo contratado 1995-1997.

### Experiencia Docente
- Profesor Ayudante del Departamento de Estadística Empresarial. (Análisis Matemático II)
- Facultad de Ciencias Económicas y Empresariales - Universidad Complutense de Madrid. España 1980-1981.
- Profesor Encargado del Departamento de Estadística Empresarial. (Análisis Matemático II)
- Facultad de Ciencias Económicas y Empresariales - Universidad Complutense de Madrid. España 1981-1983.
- Profesor Encargado del Curso de Teoría y Métodos de Decisión - Centro Universitario de Toledo. España 1982-1983.
- Profesor Ayudante en la Cátedra de Estadística - Facultad de Sociología de la U.B.A. 1984-1987.
- Profesor encargado de Muestreo e Inferencia Estadística - Maestría en Metodología en FLACSO - Buenos Aires 1988-1990.
- Profesor encargado de Muestreo e Inferencia Estadística. (Curso de Postgrado Universidad de Comahue 1990-1991).

## Prensa
- Nota Pagina12: Hay un altísimo nivel de sobreprecios
- Nota de Opinión Pagina12: Un Índice para Barrio Parque
- Nota Pagina12: Un Informe de la Auditoría Porteña denuncia demoras adrede en la inauguración de estaciones de Subte
- Nota Diarioveloz.com: Informe sobre la necesidad de las obras hidráulicas para cuatro arroyos y la responsabilidad del Gobierno porteño.
- Nota de Opinión M1nutoUNO: No está bueno Buenos Aires
- Nota Pagina12: Acusan al Ejecutivo Porteño de incumplir contratos de limpieza
- Nota La nación: Hace siete meses, la Auditoría Porteña denunció la subejecución de partidas para la red pluvial Archivado el 6 de abril de 2013 en Wayback Machine.
- Nota de Opinión Tiempo Argentino: Hacer las obras es decisión política (enlace roto disponible en Internet Archive; véase el historial, la primera versión y la última).
- Nota Ámbito: Auditoría porteña denunció freno de obras para aliviar inundaciones Archivado el 1 de noviembre de 2012 en Wayback Machine.
- Nota La nación: Más controles a obras de demolición y excavación Archivado el 6 de abril de 2013 en Wayback Machine.
- Nota de Opinión Pagina12: “Las demoliciones en San Telmo"
- Epszteyn denuncia campaña contra Zaffaroni por su lucha contra el paco Archivado el 27 de mayo de 2014 en Wayback Machine.
- La Corte declarará inconstitucional castigar a los adictos
- Nota La nación: Un negocio multimillonario
- Nota La nación: Legisladores presentaron un amparo para suspender el túnel bajo la 9 de Julio
- Nota de Opinión Pagina12: “Puerto Pibes, otra historia entre muros”

- Datos: Q16299005
- Multimedia: Eduardo Epszteyn / Q16299005